# Kontra Komunie
Kontra Komunie (numery 1-8, a od numeru 9 Kontra) – podziemne, drugoobiegowe czasopismo społeczno-polityczne radomskiej Konfederacji Polski Niepodległej wydawane w latach 1989-1991 przez Radomską Oficynę Wydawniczą (ROW) im. Jacka Jerza i rozpowszechniane na terenie Radomia i ówczesnego województwa radomskiego.
Pierwszy, dwustronny numer pisma ukazał się 7 marca 1989 w nakładzie 500 egzemplarzy. Kolejne numery (o objętości zazwyczaj 4-6 stron i rosnących nakładach 1000-3000 egz.) początkowo ukazywały się w odstępach 10-dniowych, a następnie (po dłuższej przerwie) z częstotliwością około miesiąca. Numery 1-6 wydrukowano w formacie A5 techniką offsetową, numer 7 został wydany w formacie A4 techniką sitodrukową, zaś nr 8 (format A4) stworzono częściowo (ok. 3000 egz.) drukiem offsetowym oraz dodatkowo (w nieznanej liczbie) techniką kserograficzną. Łączny nakład numerów 1-8 wydanych pod nazwą „Kontra Komunie” wyniósł co najmniej 8500 egzemplarzy. Nowością w porównaniu z innymi wydawnictwami podziemnymi z tego okresu było jawne podawanie w stopce redakcyjnej danych kontaktowych redaktora i wydawcy – ówczesnego lidera radomskich struktur KPN Krzysztofa Bińkowskiego.
Począwszy od numeru 9 (wydanego 14 grudnia 1989) tytuł pisma skrócono do „Kontra”. Wydawane było jako dwutygodnik, techniką kserograficzną, w czterostronicowym formacie A5.
Czasopismo poruszało tematy patriotyczne i historyczne, aktualne problemy społeczno-polityczne w kraju i regionie, przedstawiało informacje o bieżących działaniach centralnych i radomskich struktur Konfederacji Polski Niepodległej i innych organizacji o charakterze antykomunistycznym i niepodległościowym.